# Герб Сарка
Герб Сарка (англ. Coat of arms of Sark) — один из государственных символов острова Сарк, британского коронного владения Гернси.
Герб Сарка представляет собой красный щит, на котором изображены два геральдических леопарда. Одновременно напоминает гербы Нормандии, Англии, Джерси и Гернси.

## Филателия
С 1969 по 1971 годы в Англии, в серии «История Гернси», выпускались почтовые марки с изображением герба острова Сарк. Помимо герба на марке были изображены Их Величества король Георг III и королева Елизавета II.